# Rami Chahin
Rami Chahin (* 1975) ist ein syrisch-deutscher Komponist, Theoretiker und Musikwissenschaftler.

## Leben und Werk
Rami Chahin studierte an der 1992 gegründeten Musikhochschule High Institute of Music in Damaskus Gitarre und Komposition, mit Schwerpunkt auf europäischer Musik. Arabische Musik wurde in diesem Rahmen nur oberflächlich unterrichtet und abschätzig behandelt. Von 2001 bis 2004 hielt er sich in Japan auf und absolvierte in Tokio einen Masterkurs für klassische Komposition. Er kehrte danach kurz nach Syrien zurück und erhielt nach einem weiteren Aufenthalt in Japan von der syrischen Regierung ein Stipendium, mit dem er von 2008 bis 2011 an der Universität Oldenburg bei Violeta Dinescu promovieren konnte. Im Hinblick darauf erarbeitete er eine Oper namens Qadmoos (arabisch für Kadmos), die jedoch wegen der revolutionären Ereignisse in Syrien dort bisher nicht aufgeführt werden kann.

## Ausgewählte Werke

### Orchesterwerke
- 2018 Heptagram: „Die Erschaffung“, „Die Tauben der Zahnbürstenblume und der Moringabäume“, „West-Östlicher Diwan“
- 2017 Raqset Amina
- 2015 Oper Qadmoos
- 2008 Mesopotamian Tears
- 2008 Secrets

### Ensemblewerke
- 2022 Taghribat: Traditionelle Sahidic und Westliche Musik
- 2021: Hulum: Bariton, nai, qanoon, violin I, violin I, viola, cello
- 2019 Ala Ya Hamamti Al-Arakati ua-l Bani: soprano, qanun, cello, piano
- 2018 Abirached-Le piano oriental: soprano, ney, viola, cello
- 2018 Air Reflection: ney, viola, cello
- 2016 Von Kadmus nach Europa: Arabic musical instruments (2 auds, nai, daf) and piano 2014 Water Jangle: Four percussions
- 2014 Water Jangle: Four percussions
- 2013 Eunus: Flute, clarinet, horn, percussion, harp, violin, viola and cello
- 2012 Guten Abend, gut’ Nacht: Mezzo-soprano, cello und piano
- 2011 Flowers Ceremony of Sadness: Clarinet, violin, viola and cello, Streichquartett, UA Damaskus, 2011[2]
- 2009 Operetta Visa: Mezzo-soprano, cello and accordion
- 2009 Temporal Variation: Mezzo-soprano, cello and accordion
- 2009 Barada: Flute, clarinet, bassoon, horn, percussion, harp, violin, viola and cello 2009
- Mascara: Four guitars
- 2008 L’Art pour L’Art: Mezzo-soprano, clarinet and percussion
- 2008 Der Schnupfen: Mezzo-soprano, cello and accordion
- 2008 Wie Ein Zug Unser Lebe Gehe, Mezzo-soprano, cello and accordion
- 2008 A Wing of Sadness: Clarinet and viola
- 2008 Criticize: Harp, Guitar and cello
- 2007 For Rima: Cello and accordion
- 2007 Zidni Bi Farti Al-hub: Mezzo-soprano, cello and accordion

### Elektronische- und Computerwerke
- 2018 Conversion to Beauty
- 2012 außerirdische 3 Stücke
- 2010 Schwimmende Vögel
- 2007 Jinni

## Publikationen
- A Bridge between Arabic and Western Music Schott Music, Mainz, 2017. (Schott Campus.) ISBN 978-3-95983-092-8
- The History of Music-Therapy in the Arab World. 12th International Scientific and Public Event ’Raising Awareness for Rare Diseases’. Institut Pasteur de Tunis, 2019.
- Music education at the primary level in Syria, before and during thecurrent crisis. In: International Journal of Music Education. 2023.[3]
- Microtonal Music Classifications in Theory and Education, in: Agustín Castilla-Ávila (Hrsg.): Mikrotöne. Small is Beautiful. 4. 2023.[4]
- Hip-Hop in the Arab World and Kuwait. New Middle Eastern Studies, Jg. 11, Nr. 2, 2022.[5]
- Towards Arab Contemporary Music (نحو موسيقى عربية حديثة) Cairo Congress of Arab Music 30, 2021.
- The Beginning of Sacred الموسیقى في بدایة الإسلام بین الاقتباس والتألیف والتعلّم . 2021.
- Mit Bei Peng, Roberto Reale, Felix Rühling: Mathematische Prinzipien hinter den musikalischen Kompositionen für die Eröffnung der Tagung. Gesellschaft für Didaktik der Mathematik, Oldenburg.[6]

Interview
- Wolfgang Martin Stroh: Interview: Chahin, Rami: Irgendwie bin ich immer im Exil. Neue Zeitschrift für Musik, 2016/1. S. 257–270.